# Ferula assa-foetida
Espèce
Ferula assa-foetida est une espèce de plantes à fleurs herbacées vivaces de la famille des Apiacées. Elle est régulièrement citée comme la source principale d'ase fétide, mais le nom Ferula assa-foetida L. ne s'applique en réalité qu'à une espèce endémique du sud-ouest de l'Iran, dont l'identité phylogénétique reste discutée.

## Noms communs
Ferula assa-foetida est souvent nommée en français Ase fétide, par métonymie avec la résine qu'elle produit. On rencontre aussi les termes « Férule fétide » et « Férule persique », qui désignent également d'autres taxons, ainsi que plus rarement celui de « Férule ase-fétide ». Le nom « Férule commune », parfois rencontré, désigne plus spécifiquement Ferula communis.

## Description
Ferula assa-foetida est une plante herbacée vivace et pubescente. La tige atteint 1 à 2 m de hauteur et jusqu'à 15 mm d'épaisseur dans sa partie médiane. Elle est jaunissante, striée et glabre. Les feuilles basales sont biternées et pennatiséquées, longues de 30 à 35 mm pour 15 à 25 mm de large. Le segment terminal est entier ou légèrement lobé et mesure jusqu'à 10 cm. Les feuilles caulinaires inférieures sont trois à quatre fois ternées et pennées. Elles sont pubescentes et peuvent atteindre 30 cm de long et 20 cm de large, avec un dernier segment décurrent et grossièrement pennatilobé. Les gaines supérieures sont submembraneuses et modérément pubescentes, d'une taille moyenne de 9 × 4 cm.
La panicule est plus ou moins compacte et globuleuse. L'inflorescence est composée d'une ombelle fructifère centrale à pédoncule court et de quatre ombelles mâles assez longuement pédonculées. Elle est supportée par des gaines foliaires ovées formant un faux involucre. L'ombelle centrale est formée de 20 à 25 rayons glabres de 5 cm de long. Les ombellules sont composées de 17 à 20 fleurs. Les bractéoles sont minuscules, ligulées ou absentes. Les pétales sont jaunes et glabres, de 1 à 1,5 mm de long. Les styles sont courts et les stigmates tronqués. L'ovaire est glabre, comme les fruits, des méricarpes. Ces derniers sont obovés ou elliptiques et mesurent jusqu'à 12 × 7 mm, avec des ailes de 2 mm de large. Ils portent des canaux sécréteurs appelés vittae au niveau des commissures (environ 10) et des vallécules (entre 3 et 4).
La distinction avec les espèces proches se fait principalement au niveau de la morphologie des fleurs et des fruits :
- Les fleurs de Ferula foetida ont des pétales plus longs (entre 2,5 et 3,5 mm), des styles allongés et des stigmates capités. Les méricarpes sont villeux avec des ailes enflées, et leurs vallécules comportent plus de vittae (entre 6 et 8)[5].
- Les gaines foliaires de Ferula narthex sont plus grandes (12 à 18 cm de long pour 7 à 12 cm de large). Les méricarpes sont également plus grands (17-22 × 9-11 mm) et ne présentent qu'une seule vitta par vallécule[5].

## Répartition

Aires de répartition des trois espèces principales produisant l'ase fétide, d'après Chamberlain, 1977, et extensions en Asie centrale d'après Pimenov, 2020.
Ferula assa-foetida
Ferula foetida
F. foetida (extension)
Ferula narthex
F. narthex (extension)

Cette espèce est endémique d'Iran. Selon Plants of the World Online, elle serait naturalisée au Bangladesh, au Laos, en Libye, au Turkménistan et en Ouzbékistan.

## Synonymes
Ferula assa-foetida L. a pour synonymes :
- Ferula foetida St.-Lag.[7],[6] (à ne pas confondre avec le nom correct Ferula foetida (Bunge) Regel, qui désigne une autre espèce)
- Ferula hooshee Lindl.[7]
- Ferula hooshee Lindl. ex Descourt.[7]
- Narthex asafoetida (L.) Falc. ex Lindl.[7]
- Narthex polakii Stapf[7],[6]
- Narthex silphium Oerst.[7],[6]
- Peucedanum asa-foetida (L.) Baill.[7]
- Peucedanum assa-foetida (L.) Baill.[6]
- Peucedanum hooshe (Lindl.) Baill.[7]
- Peucedanum hooshee (Lindl. ex Descourt.) Baill.[6]
- Scorodosma assa-foetida (L.) H.Karst.[7],[6]

### Homonymes
Source : (en) « GBIF », sur www.gbif.org (consulté le 5 avril 2021)
- Ferula assa-foetida L., nom correct
- Ferula assa-foetida Boiss. & Buhse, synonyme de Ferula alliacea Boiss.
- Ferula assa-foetida Martyn, nom douteux
- Ferula asa-foetida Spreng., nom correct
- Ferula asafoetida (Falc.) H.Karst., synonyme de Ferula narthex Boiss.